# Marilynia
Marilynia is een monotypisch geslacht van spinnen uit de  familie van de Dictynidae (kaardertjes).

## Soort
- Marilynia bicolor Simon, 1870